# Stheneboea
Stheneboea is een geslacht van Phasmatodea uit de familie Phasmatidae. De wetenschappelijke naam van dit geslacht is voor het eerst geldig gepubliceerd in 1875 door Carl Stål.

## Soorten
Het geslacht Stheneboea omvat de volgende soorten:
- Stheneboea bifoliata (Haan, 1842)
- Stheneboea malaya Stål, 1875
- Stheneboea ornatissima Brunner von Wattenwyl, 1907
- Stheneboea phyllopus (Haan, 1842)
- Stheneboea repudiosa Brunner von Wattenwyl, 1907
- Stheneboea severum (Brunner von Wattenwyl, 1907)
- Stheneboea tuberculata Kirby, 1896
- Stheneboea verruculosa Brunner von Wattenwyl, 1907